# Repitz (Torgau)

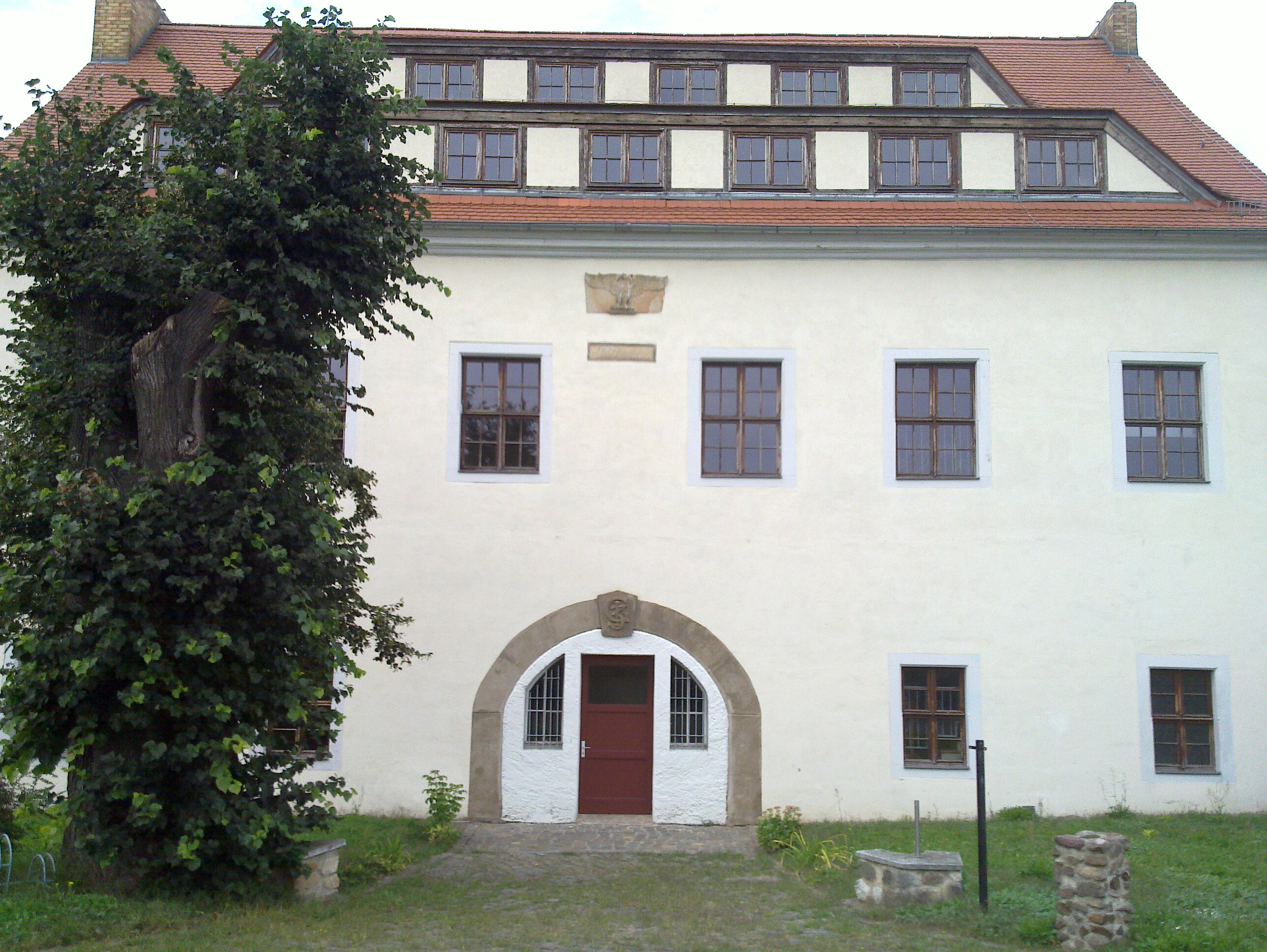
Torbogenhaus des einstigen Gutshauses in Repitz

Repitz ist ein Ortsteil der Stadt Torgau im Landkreis Nordsachsen in Sachsen.

## Lage
Das Haufendorf Repitz  befindet sich nordöstlich der Stadt Torgau und ist über die Kreisstraße 8987 und weiteren Nebenstraßen erreichbar. Das Dorf liegt am westlichen Rand der Elbwiesen.

## Geschichte
Auf dem Gelände des Ortes stand 1314 ein Herrensitz mit dem Namen Reptiez. In der Zeit von 1505 bis 1586 war die Dorfstelle eine Wüstung. Hier wurde 1686 durch Kurfürst Johann Georg III. ein Gestütsvorwerk errichtet, das organisatorisch mit dem Gestüt in Graditz verbunden war. Zwei Berater des Kurfürsten sahen in den Bodenverhältnissen besonders günstige Voraussetzungen für ein solches Unterfangen. Zeitgleich kam es zu Regulierungen an den Elbufern. Erst 1792 nahm die Pferdezucht wegen weiterem Grunderwerb größeren Umfang an. Um 1930 gab es hier 430 Pferde.
Das Hofgestüt Bleesern in Sachsen-Anhalt diente als Vorbild für den Bau der sächsischen Hofgestüte Repitz und Kreischau. Repitz war lediglich ein Nebengestüt bei später oft wechselnden Besitzern. Die zuständige Behörde für das Gestüt oder den Ort war stets in Torgau. Die Gemarkung umfasste 287 Hektar. Dort lebten 1818 38 Menschen, 1880 59 und 1895 71, die in Döbern pfarrten. Um 1928 wurde der selbständige Gutsbezirk Repitz in die Gemeinde Döbern eingegliedert. Am 20. Juli 1950 wurde der Ortsteil von der Gemeinde Döbern in Stadt Torgau umgegliedert.